# اتحاد نقابات العمال الأذربيجاني
اتحاد نقابات العمال الأذربيجاني (ATUC)، (بالأذرية: Azərbaycan Həmkarlar Éttifaqları Konfederasiyası) هو مركز نقابي وطني لأذربيجان . ويبلغ عدد أعضائها 1,338,000 عضو ويقودها ستار س. ميهباليف كرئيس للإتحاد . يغطي الاتحاد 17,430 نقابة عمالية بما في ذلك جمهورية ناخشيفان الذاتية و26 نقابة عمالية في المنطقة.